# Széchenyi Károly
Gróf sárvári-felsővidéki Széchenyi Károly Frigyes Boldizsár Rudolf Mária (Ókígyós, 1906. március 13. – New York, 1971. június 26.) magyar arisztokrata, örökös főrendiházi tag (1943), földbirtokos, üzletember, Klebelsberg Kuno tanítványa és jobbkeze. A két világháború közötti időben a turizmus, a kertészet és a lengyel-magyar kapcsolatok kimagasló alakja.

## Élete

### Ifjúkora
Gimnáziumi tanulmányait Gyulán, a Katolikus Főgimnáziumban végezte 1916 és 1921 között magántanulóként, jeles eredménnyel. Egyetemi tanulmányairól nincs adat, de közgazdásznak nevezte magát, és Klebelsberg Kuno tanítványának tartották.
Kedvelte a vadászatot, gyakori partnere volt Horthy Miklós, ifj. Horthy Miklós, Horthy István. A pósteleki családi kastély közelében agár- és vívóversenyeket rendezett. 1925-ben tagja lett a Nemzeti Kaszinónak, és folytatva Széchenyi István, Clark Ádám, John Paget és Waldstein-Wartenberg János pesti dunai hagyományát, részt vett az evezős klub újjáalakításában, amelynek igazgatójává választották.
1926-tól számos alkalommal vett részt az országos Széchenyi bál és a Közgazdász bál szervezésében Apponyi György, Odescalchi Károly, Batthyány Gyula együttműködésével. Rokona és barátja volt Wenckheim Lajos is, akinek kalandos életű lánya később Dickens unokájához ment férjhez.
1928-ban a Magyar Vöröskereszt örökös tagja lett.
Tulajdonosa volt egy Essex típusú autónak, de nem az aranyifjúk életét élte. Egyetlen botrányos esete ismert. 1930-ban két görög üzletember illegális párbajt vívott Budapesten, és az egyik fél mellett párbajsegéd szerepet vállalt. A pisztolyharc vér nélkül zárult országos hírveréssel.

### 1930-as évek
1930 májusában, alig 24 évesen meghívást kapott arra a villásreggelire, amelyet Klebelsberg kultuszminiszter a vilniusi Báthory Egyetem oktatói tiszteletére adott. A reggelin lengyel és magyar diplomatákat, egyetemi tanárokat láttak vendégül, köztük Franciszek Bossowski, Marian Stefan Wandalin Broel-Plater, Stefan Glaser, Ferdynand Ruszczyc, Marian Zdziechowski, valamint Csekey István, Eckhardt Sándor, Hóman Bálint, Lukinich Imre, Magyary Zoltán és Petrovics Elek professzorokat. Innentől kezdve Klebelsberg legközelebbi munkatársának, bizalmasának számított.
1931-ben a szegedi Dóm téren lévő Nemzeti Emlékcsarnoknak ajándékozta Kisfaludi Strobl Zsigmond Benczúr Gyulát ábrázoló szobrát, majd előadóként szerepelt a Serédi Jusztinián bíboros, hercegprímás védnöksége alatt szervezett Főiskolai Katolikus Diákszövetség országos jubileumi kongresszusán. A külföldi diákszervezetekről beszélt, többek között Bitter Illés, Heller Farkas, Klebelsberg, Marczell Mihály, Scipiádes Elemér, Sík Sándor, Thefenthaler József és Tóth Tihamér társaságában.
Az 1932-es év fordulópontot hozott az életében. Lady Chilston, az angol követ felesége Klebelsberggel közösen jótékonysági sorsjátékot rendezett a gazdasági válság miatt nélkülöző művészek megsegítésére. A Lady öt főből álló tanácsot hozott létre a 20 000 pengős alap kezelésére, amelybe Klebelsberg, Glattfelder Gyula, Ugron Gábor, Kertész K. Róbert mellett meghívást kapott a rendezőbizottság elnökeként.
Ugyanebben az évben Ulain Ferenc országgyűlési képviselő, Gömbös Gyula pártjának a tagja megvádolta Klebelsberget az országgyűlésben és a sajtóban, hogy „ízléstelen önistenítést” folytat, „kultúrláz-hóbortjával” tönkretette Szegedet, amikor „Magyar Velencét akart csinálni a szerencsétlen városból”, és hogy 800 000 pengőért vásárolta meg Széchenyi 500 000 pengőt érő középrigóci birtokát az állam számára. A korrupciós vád ellenére hamarosan szóba került a neve a szegedi főispáni állás betöltésénél, és a helyi közvélemény támogatta a kinevezését. A Gömbös-kormányzat azonban polgári származásúakat kívánt pozícióba emelni, a mágnásokat sorban váltotta le, és nem kapott megbízást.
Társadalmi megbecsülését jelzi, hogy október 15-én Klebelsberg ravatalánál búcsúbeszédet mondhatott a többezres gyászoló tömeg előtt, és több tisztségét fiatal kora ellenére átvette. Így lett az alföldi fejlesztések, a turizmus és a lengyel ügy országos vezetője. 
Az 1930-as évek végétől, a második világháború körülményei közt két tucatnyi cégbe hívták meg igazgatósági tagnak. A különös ügy mögött az állt, hogy a Magyar Általános Hitelbank ún. „reprezentatív man“-je volt a jelentős hitelbanki érdekeltségeknél, többek között a Magyar Cukoripar Rt., a Magyar Gabonakereskedelmi Rt., a Pápai Pamutfonó Rt., a „Bóni“ Gyártelep és Mezőgazdaság Rt., a Neményi Papírgyár Rt., a Linum Kenderfonó Rt., az Alföldi Cukorgyár Rt., Bácskai Cukorgyár Rt., az Ipari Munkaszervező Intézet (szövetkezet), a Magyar Kakaó- és Csokoládégyár Rt., a Herendi Porcellán Rt., Magyar Általános Kőszénbányának és a brassói „Indumin“ iparvállalkozási tröszt vállalatoknál.

### 1945 után
Már 1945 októberében támadások indultak ellene. A Szabad Nép megrágalmazta, hogy a Magyar Általános Kőszénbánya Rt.-nél akadályozza a termelést, veszélyeztetve Budapest áramellátását, a munkások megélhetését és a lakossági szénellátást. 1946 februárjában, az igazolásokkor pedig horthystaként és németbarátként említették olyanok között, akiknek „nem ártana politikai múltjuknak utánanézni”.
Emigrációját korabeli baloldali értesülések szerint Széchenyi László és felesége, Gladys Vanderbilt, a milliárdos Cornelius Vanderbilt unokája segítette. A diplomata Széchenyi László azonban már 1938-ban elhunyt.
New Yorkban telepedett le, ahol aktív közéleti szerepet vitt. Alapító tagja és igazgatója volt a New York-i Széchenyi István Társaságnak, ami az 1956-os forradalom idején, a First Aid for Hungary keretében nagyszabású akciót szervezett Budapest gyógyszerellátása és a Magyarországról érkező menekültek befogadása érdekében. Az 1960-as években részt vett a Magyar Ház (Hungarian House of New York) megalapításában és megmozdulásaiban. A szervezet célja a magyar emigránsok integrációjának elősegítése, ugyanakkor a magyar identitás (nyelv és kultúra) megőrzése volt.

## Munkája

### Alföldi Bizottság
Klebelsberg korai halála után az épphogy megalakult Alföldi Bizottság vezetője lett. A Klebelsberg által megkezdett utat követve célja az volt, hogy a politika teljes mellőzésével, az alföldi érdekeltek legszélesebb körű bevonásával megvitassa az Alföld problémáit, és ezek megoldását a hivatalos szerveknél keresztülvigye. Nem központosított szervezetet akart, hanem olyat, amelynek döntéseibe és munkájába a legszélesebb néprétegeket is bevonják. Abból indult ki, hogy az Alföld Trianon előtt egy nagy és gazdag ország része volt, az ő korára azonban az ország kétharmadát kitevő, elszegényedett vidékké vált. A gazdasági és a szociális problémákat összefüggőnek látta. Úgy gondolta, hogy a gazdaság fejlesztésével a szegénység és ennek következményei (iskolázatlanság, bűnözés stb.) csökkenni fognak.
Munkássága a Duna-Tisza csatorna, a Körösök hajózhatóvá tétele, az öntözés, az erdőtelepítés, a gyümölcs- és zöldségtermesztés kérdéseire terjedt ki főképp.

### Lengyel ügy
Szapáry Erzsébettel és több más arisztokratával ellentétben nem voltak lengyel rokonai. A lengyel ügy közelébe is Klebelsberg révén került, aki a Magyar Mickiewicz Társaság tagja volt.
1932 áprilisában a Báthory István Egyesület, a Magyar Történelmi Társulat lengyel-magyar bizottsága és a Magyar Nemzeti Szövetség lengyel szakosztálya az együttműködés elmélyítése céljából a lengyel egyesületeket összefogó csúcsszervezetet alapított Magyar–Lengyel Szövetség néven. Elnöknek Klebelsberget választották meg, Klebelsberg javaslatára pedig ügyvezető alelnöknek Széchenyit. Nem sokkal később a legnagyobb lengyel napilap, a krakkói Ilustrowany Kuryer Codzienny részletesen ismertette Klebelsberg és Széchenyi nyilatkozatát a magyar-lengyel kulturális kapcsolatokról, a társadalmi és gazdasági közeledés szükségességéről.
Klebelsberg októberi halála után felkérték, hogy vezesse tovább a Szövetséget. Ugyanekkor a Magyar–Lengyel Egyesület elnöke is lett. Másokhoz hasonlóan a lengyel ügyet gazdasági ügynek is tekintette, így politikájának homlokterében az üzleti kapcsolatok fejlesztése is ott állt.
Pályafutása egyik csúcspontja volt a Báthory István erdélyi fejedelem, lengyel király és litván nagyfejedelem születésének 400. évfordulója 1933-ban. Az ünnepségen részt vett Horthy Miklós, Serédi Jusztinián bíboros, Auguszta hercegasszony, lengyel részről pedig Olgierd Czartoryski herceg, a poznańi Magyar–Lengyel Egyesület elnöke, valamint August Hlond bíboros-érsek és népes kormányküldöttség. Ekkor avatták fel Esztergomban a Sobieski-emlékművet.
1939-ben a Magyar–Lengyel Szövetség keretében megalakult Magyar–Lengyel Menekültügyi Bizottság vezetője lett. A lengyel követ, Leon Orlowski visszaemlékezése szerint pénzintézeti és kormányhatósági kapcsolatai révén pénzt tudott szerezni a kétségbeejtő anyagi helyzetben lévő, több tízezer lengyel háborús menekült számára. A Bizottság azonban nemcsak a menekültek ellátásáról, oktatásáról gondoskodott. Segítette a katonák Nyugatra jutását, és a lengyel követség bezárása után Teleki Pál miniszterelnök ezen a szervezeten keresztül tartott informális kapcsolatot lengyel hivatalos körökkel. Hogy a németek gyanakvását elterelje, lemondott a szervezet vezetéséről Károlyi Józsefné (Margarate von Wenckheim), Szapáry Erzsébet és  Andrássy Klára (Odescalchi Károlyné) javára. A Bizottság munkájában a továbbiakban titkárán, Salamon Rácz Tamáson keresztül vett részt, aki a Menekültügyi Bizottság titkára lett.

### Turizmus
A Klebelsberg által vezetett Országos Weekend Egyesület a halála után újjáalakult, és ugyancsak megválasztotta a vezetőjének.
1933-ban több akcióval jelentkezett az egyesület: vezessék be a nyári időszámítást, a köztisztviselők már szombat délben távozhassanak a munkából pihenni, a teherhajók ne köthessenek ki a Lánchídnál, füsttel borítva el a várost. A társadalmi ellenállás ellenére 1934-ben már Gömbös Gyula miniszterelnök is támogatta a mozgalmat. Az egyesület pedig vendéglátó házakat szervezett, hogy a víkendezni vágyóknak elegendő szállás álljon a rendelkezésére. Az egyesület legfőbb célja az volt, hogy évi 40 milliós bevétellel gyarapodjon a belföldi idegenforgalom.
A szervezet 1936-tól Országos Magyar Vendégforgalmi Szövetség néven működött. Széchenyi bő egy évtizedes munkássága alatt a dolgozók regenerálódásának és a településfejlesztésnek a kérdését együtt kezelte.

### Kertészet
1933-ban kinevezték az Országos Fagazdasági Tanács póttagjának, és megválasztották az Országos Magyar Kertészeti Egyesület (OMKE) elnökévé. Munkáját 11 éven át látta el Varga Márton ügyvezető elnökkel együttműködve. Munkásságukat Solti László egyesületi alelnök 1942-ben így összegezte:
„Az elmúlt tíz év munkájára visszaemlékezve, nem időrendben, de a dolgok súlyának rendjében emlékezem meg: 1. Érdekképviseleti rendszer kiépítése. 2. Az állandó kiállítási csarnok megépítése. 3. Az egyesület saját otthonának megteremtése. 4. A piacrendezés. 5. Az egyesület anyagi helyzetének megszilárdítása. 6. Kertészképzés fejlesztése. 7. A kertészek Értékesítő Anyagbeszerző és Termelőszövetkezetének megalakítása, mind az elmúlt tíz év eredményes munkájáról tanúskodik.”
1933-ban az OMKE és a Gyümölcstermelők Országos Egyesülete közös kiállítást szervezett annak jegyében, hogy a termelők hagyjanak fel a gabonatermeléssel, és Magyarország Európa éléskamrájává legyen a gyümölcsexport által. Felszólaltak a kertészek jogviszonyának rendezéséért, a céltalan, ötletszerű telepítések megakadályozásért és a gyümölcsimport értelmetlensége miatt. Ötlete nyomán ettől az évtől kezdve évente megrendezték A magyar föld hete c. találkozót, amely nemcsak szakmai és üzleti kiállítás volt, de az érdekérvényesítés és az oktatás színtere is.
1934-ben a kertészeti egyesület az Országos Weekend Egyesülettel rendezett virágkiállítást a Városligetben, a Stefánia úti régi Kolegorszky-kioszk helyén. A kiállítást Fabinyi Tihamér kereskedelemügyi miniszter nyitotta meg. 1939-ben a kioszk helyén Virágkiállítási pavilont építettek, amely az 1970-es évek elején, a BNV Kőbányára költöztetésekor a funkcióját vesztette, romjait 2018-ban bontották el.
A kertészet magánemberként is foglalkoztatta. Gyermekkorának színterét, a pósteleki kastélyt édesanyja építtette. Édesapja halála után közösen gondozták tovább az épületet és a birtokot. Kertjükben 40 ezer rózsatő nyílt, és halastó, úszómedence is tartozott az épülethez, ami napjainkban romos állapotban van. Mintagyümölcsösének egy részét szociális okból helybeli kisembereknek burgonyatenyésztésre harmados művelésre átadta.
Feleségével pasaréti villájukban teraszosan emelkedő, lépcsőkkel és szökőkúttal tagolt, mediterrán kertet épített Szende Andor építész közreműködésével.

## Írások, beszédek, interjúk
- Közös magyar-lengyel határt! Nemzeti Újság, 1932. január 19. (14. évf., 14. sz.) 1.
- A mai arisztokrata ifjúság. Észrevételek Széchenyi Aladár gróf előadására. Budapesti Hírlap, 1932. február 21. (52. évf., 42. sz.) 5.
- Gyors és mohó kartell-árdrágítás fenyegeti a földművelési kormány gyümölcstermesztési akcióját. Budapesti Hírlap, 1932. április 17. (52. évf., 84. sz.) 16.
- Az Alföld problémái. Nemzeti Újság, 1932. május 22. (14. évf., 112. sz.) 2.
- Nagy embert temetünk... Nemzeti Újság, 1932. október 14. (14. évf., 231. sz.) 7.
- „A legtöbb tennivaló az Alföldön van.” Beszélgetés Széchenyi Károly gróffal az Alföldi Bizottság feladatairól. Nemzeti Újság, 1932. december 8. (14. évf., 276. sz.) 2.
- Az 1934. évi Tavaszi Kertészeti és Weekend Kiállítás. Kertészeti Szemle, 1934. május (6. évf., 5. sz.), 143-146.
- A mezőgazdaság nagy bemutatkozója és a külföld. Budapesti Hírlap, 1934. szeptember 30. (54. évf., 221. sz.) 24.
- Széchenyi Károly gróf a Magyarság útján hívja fel a nagybirtokosokat a délvidéki menekültek elhelyezésére. Magyarság, 1934. december 23. (15. évf., 287. sz.) 5.
- Az Országos Magyar Weekend Egyesület (OMWE) szerepe a hazai nyaralás és hétvégi üdülés fellendítésében. Néptanítók lapja, 1935. november 2. (68. évf., 21. sz.) 826.
- Az alföldi gondolat. Pesti Napló, 1936. október 10. (87. évf., 232. sz.) 1.
- Széchenyi Károly gróf, az Alföldi Bizottság szónokának beszéde. In: Gróf Klebelsberg Kunó emlékezete. A gr. Klebelsberg Kunóról szóló emlékbeszédek és megemlékezések, 1932-1938. Budapest, 1938. 33.
- Mit tehet a tanító a hazai nyaralás érdekében? In: Hefty György (szerk.): Magyar tanítók albuma (Budapest, 1938) 240.

## Családja
Édesapja gróf Széchenyi Antal (1867-1924), édesanyja gróf Wenckheim Krisztina (1874-1970). Apja a birtoknak és a családjának élt, nem vállalt közfeladatokat. Édesanyja építtette a pósteleki Széchenyi–Wenckheim kastélyt, amelynek kertje és rózsakertje híres volt. 
Ükapja Széchenyi Ferenc (1754-1820), dédapja Széchenyi Pál (1789-1871), Széchenyi István (1791-1860) bátyja.
Testvérei:
- Széchenyi Antoinette (Ókígyós, 1896. január 22. – Overijse, Belgium, 1971. december 27.)
- Széchenyi Ilona (Ókígyós, 1898. június 2. – Seaton, Egyesült Királyság, 1984. január 20.)
- Széchenyi Ferenc (Budapest, 1901. február 9. – Asheville, USA, 1963. július 29.)

Felesége, a polgári származású Vágvölgyi Gabriella Mária (Esztergom, 1897. augusztus 4. – New York, USA, 1979. október 15.) Vágvölgyi Béla tanítóképezdei tanító lánya volt. Esküvőjüket 1936. február 19-én tartották a ferencrendi plébánia templomban, házasságuk gyermektelen maradt.

## Társasági tagságok
- Országos Magyar Gazdasági Egyesület (tag, 1926)[46]
- Báthory Bizottság (alelnök, 1932)
- Magyar Weekend Egyesület (elnök, 1933)[47]
- Országos Magyar Kertészeti Egyesület (elnök, 1933) [48]
- Magyar Belhajózási Egyesület (alelnök, 1934)[49]
- Magyar Magkereskedők Országos Egyesülete (elnök, 1936)[50]
- Österreichische Gartenbau Gesellschaft (tiszteletbeli tag, 1937)[51]

## Kitüntetései
- Magyar Érdemrend középkeresztje (1922)[52]
- Polonia Restituta középkeresztje (1932)[53]